# The Marble Index (album)
The Marble Index – drugi album Nico, wydany w maju 1969. Nagrań dokonano we wrześniu 1968 w Elektra Sound Recorders w Los Angeles.

## Lista utworów
Wszystkie utwory są napisane przez Nico.
| 1. | "Prelude"                       | 1:00  |
|    |                                 |       |
| 2. | "Lawns of Dawns"                | 3:11  |
|    |                                 |       |
| 3. | "No One Is There"               | 3:37  |
|    |                                 |       |
| 4. | "Ari's Song"                    | 3:21  |
|    |                                 |       |
| 5. | "Facing the Wind"               | 4:55  |
|    |                                 |       |
| 6. | "Julius Caesar (Memento Hodié)" | 5:02  |
|    |                                 |       |
| 7. | "Frozen Warnings"               | 4:02  |
|    |                                 |       |
| 8. | "Evening of Light"              | 5:40  |
|    |                                 |       |
|    |                                 | 30:48 |
|    |                                 |       |
reedycja CD 1991
1. "Roses in the Snow" (Nico) – 4:10
2. "Nibelungen" (Nico) – 2:43

## Skład
- Nico – śpiew, fisharmonia
- John Cale – elektryczne skrzypce, pianino, gitara basowa, gitara, dzwonki, harmonijka ustna, świst trapowy

produkcja
- John Haeny – inżynier dźwięku
- Jac Holzman – producent
- Frazier Mohawk – producent